# Birjuszinszk
Birjuszinszk (oroszul: Бирюсинск) kisváros Oroszország ázsiai részén, az Irkutszki területen.
Lakossága: 8981 fő (a 2010. évi népszámláláskor).
Irkutszktól 682 km-re északnyugatra, a Birjusza folyó jobb partján fekszik. A transzszibériai vasútvonal Krasznojarszk–Irkutszk közötti szakaszának egyik állomása, és a város mellett vezet az Abakan–Tajset vasútvonal is, itteni állomásának neve Tagul. Birjuszinszk a 12 km-re fekvő Tajset bolygó-városának számít.
A levegő évi középhőmérséklete: -0,5 °C. A januári középhőmérséklet -19,5 °C, a júliusi 18,5 °C. A csapadék évi mennyisége 300–600 mm között változik. A csapadék mennyisége éves átlagban 475 mm, ennek körülbelül a fele május és augusztus között érkezik.

## Történelme
1897-ben a transzszibériai vasútvonal építését kiszolgáló munkástelepülésként jött létre, eredeti neve Szujetyiha; a Birjuszába torkolló azonos nevű mellékfolyóról nevezték el. A későbbi gazdasági alapját képező hidrolízis üzem 1952-ben kezdte meg a termelést, ahol főként etil-alkoholt állítottak elő. 1967-ben a település városi rangot kapott, ekkor kapta mai nevét. A 20. század végétől a termelés egyre veszteségesebbé vált, a gyár 2005-ben végleg bezárt, a város elvesztette fő gazdasági alapját. A fafeldolgozó ipar termelése is beszűkült, a gazdasági élet alapja a vasút maradt.